# Delingha
Delingha o Deling Ha (léase Deling-Ja, en chino, 德令哈; pinyin, Délìnghā; en mongol: Дэлхий хот, romanizado: Delkhii hot, lit. 'mundo dorado'; en tibetano, གཏེར་ལིན་ཁ། ; wylie, gterlin kha) conocida por su apócope Deli, es un municipio bajo la administración directa de la Prefectura Haixi en la Provincia de Qinghai, República Popular China. Su área es de 27 765 km² y su población total para 2010 superó los 125 mil habitantes.

## Administración
Desde octubre de 2019, el municipio Delingha se divide en 7 pueblos que se administran en 3 subdistritos,  3 poblados y 1 villa étnica. 